# Kanton Mauriac
Der Kanton Mauriac ist ein französischer Wahlkreis in der Region Auvergne-Rhône-Alpes. Er liegt im Arrondissement Mauriac des Départements Cantal. Sein bureau centralisateur ist in Mauriac.

## Geschichte
Der Kanton entstand am 4. März 1790 als Teil des damaligen „District de Mauriac“. Mit der Gründung der Arrondissements am 17. Februar 1800 wurde der Kanton dem Arrondissement Mauriac zugeordnet und neu zugeschnitten. Von 1800 bis 2015 gehörten elf Gemeinden zum Kanton Mauriac. Der Kanton wurde am 22. März 2015 im Rahmen der Neugliederung der Kantone vergrößert. Weitere fünfzehn Gemeinden aus anderen Kantonen kamen hinzu. Aber auch sechs der elf bisherigen Gemeinden wechselten zu anderen Kantonen. Die Gemeinden des neuen Kantons kommen aus den Kantonen Pleaux (8 Gemeinden), Salers (7 Gemeinden) und Mauriac (5 Gemeinden). Daher zählt der Kanton Mauriac seit 2015 neu zwanzig Gemeinden. Er besaß vor 2015 einen anderen INSEE-Code als heute, nämlich 1509.

## Geografie
Der Kanton grenzt im Norden an den Kanton Ydes, im Osten an den Kanton Riom-ès-Montagnes, im Süden an die Kantone Naucelles und Saint-Paul-des-Landes und im Westen an die Region Nouvelle-Aquitaine. Der Kanton liegt im Süden des Arrondissements Mauriac im Nordwesten des Départements Cantal.

## Gemeinden

### Kanton  seit 2015
Der Kanton besteht aus 20 Gemeinden mit insgesamt 10.540 Einwohnern (Stand: 1. Januar 2022) auf einer Gesamtfläche von 498,90 km²:
| Gemeinde               | Einwohner 1. Januar 2022 | Fläche km² | Dichte Einw./km² | Code INSEE | Postleitzahl |
| ---------------------- | ------------------------ | ---------- | ---------------- | ---------- | ------------ |
| Ally                   | 596                      | 23,11      | 26               | 15003      | 15700        |
| Anglards-de-Salers     | 724                      | 48,36      | 15               | 15006      | 15380        |
| Barriac-les-Bosquets   | 138                      | 12,80      | 11               | 15018      | 15700        |
| Brageac                | 77                       | 12,23      | 6                | 15024      | 15700        |
| Chalvignac             | 457                      | 35,89      | 13               | 15036      | 15200        |
| Chaussenac             | 223                      | 16,13      | 14               | 15046      | 15700        |
| Drugeac                | 323                      | 18,24      | 18               | 15063      | 15140        |
| Escorailles            | 83                       | 2,79       | 30               | 15064      | 15700        |
| Fontanges              | 208                      | 18,04      | 12               | 15070      | 15140        |
| Le Fau                 | 31                       | 19,46      | 2                | 15067      | 15140        |
| Le Vigean              | 800                      | 28,99      | 28               | 15261      | 15200        |
| Mauriac                | 3.503                    | 27,61      | 127              | 15120      | 15200        |
| Pleaux                 | 1.464                    | 92,39      | 16               | 15153      | 15700        |
| Saint-Bonnet-de-Salers | 254                      | 32,67      | 8                | 15174      | 15140        |
| Sainte-Eulalie         | 231                      | 14,51      | 16               | 15186      | 15140        |
| Saint-Martin-Cantalès  | 154                      | 19,59      | 8                | 15200      | 15140        |
| Saint-Martin-Valmeroux | 713                      | 25,92      | 28               | 15202      | 15140        |
| Saint-Paul-de-Salers   | 105                      | 36,57      | 3                | 15205      | 15140        |
| Salers                 | 312                      | 4,85       | 64               | 15219      | 15140        |
| Salins                 | 144                      | 8,75       | 16               | 15220      | 15200        |
| Kanton Mauriac         | 10.540                   | 498,90     | 21               | 1505       | –            |

### Kanton Mauriac bis 2015
Der alte  Kanton Mauriac umfasste die elf Gemeinden Arches, Auzers, Chalvignac, Drugeac, Jaleyrac, Le Vigean, Mauriac, Méallet, Moussages, Salins und Sourniac.

### Bevölkerungsentwicklung
| Bevölkerungsentwicklung | Bevölkerungsentwicklung |
| Jahr                    | Einwohner               |
| ----------------------- | ----------------------- |
| 1962                    | 8.263                   |
| 1968                    | 8.578                   |
| 1975                    | 8.088                   |
| 1982                    | 8.048                   |
| 1990                    | 7.700                   |
| 1999                    | 7.342                   |
| 2006                    | 7.109                   |
| 2012                    | 6.916                   |

## Wahlen zum Rat des Départements Cantal
Bei den Wahlen am 22. März 2015 gewann das Gespann Jean-Yves Bony/Marie Hélène Chastre (UMP/DVD) bereits im 1. Wahlgang gegen Christian Fournier/Claire Testu-Vialaneix (Union de la gauche) und Gisèle Mathon/Pierre Maury (FN) mit einem Stimmenanteil von 54,12 % (Wahlbeteiligung:56,93 %).
| Vertreter im conseil général des Départements | Vertreter im conseil général des Départements | Vertreter im conseil général des Départements |
| Amtszeit                                      | Name                                          | Partei                                        |
| --------------------------------------------- | --------------------------------------------- | --------------------------------------------- |
| 2015–2021                                     | Jean-Yves Bony Marie Hélène Chastre           | UMP/DVD                                       |